# Bargy Castle
Bargy Castle (irisch Caisleán Ó Bairrche) ist eine normannische Festung im Townland Bargy (Droichead Ó Bairrche) in der Nähe des Dorfes Tomhaggard (Teach Moshagard) in der Baronie Bargy (Uí Bhairrche), etwa 3 km südwestlich von Wexford im irischen County Wexford. Der Name „Bargy“ ist vom Namen des lokalen Stammes Uí Bairrche abgeleitet.

## Beschreibung
Es handelt sich um einen Donjon mit quadratischem Grundriss, an den im 15. und 17. Jahrhundert im rechten Winkel zueinander zwei Flügel angebaut wurden. Der Donjon selbst ist in gutem Erhaltungszustand, da er mehrmals renoviert wurde.

## Geschichte
Ab dem 15. Jahrhundert bis 1667 wohnte die Familie Rossiter in der Burg, dann wurde sie von Oliver Cromwell als Antwort auf die Rolle der Rossiters bei der Verteidigung von Wexford konfisziert. Sie wurde dann an William Ivory verlehnt, der sie an die Familie Harvey verkaufte. Beauchamp Bagenal Harvey, der Kommandeur der Aufrührer von Wexford in der irischen Rebellion von 1798, hatte sie so 1792 von seinem Vater geerbt. Nach der Niederschlagung des Aufstandes und der Hinrichtung Harveys auf der Brücke von Wexford wurde die Burg erneut konfisziert und bis 1808 als Kaserne genutzt. Danach wurde sie an James Harvey, Bagenals Bruder, zurückgegeben. Dieser aber lebte in London und ließ die Burg verfallen. Nach seinem Tod fiel Bargy Castle an den Ratsherrn John Harvey, der sie restaurieren ließ. Dieser starb 1880 und liegt in einem Mausoleum vor der Hallentüre begraben. Danach wurde die Burg an einen Mr Leared verpachtet, der das Dach reparieren und den Zustand des übrigen Gebäudes verbessern ließ. Die letzten Familienmitglieder der Harveys, denen diese Burg gehörte, waren James Harvey und seine Gattin Henrietta. Ihre Tochter, Antoinette Harvey, wurde 1945 auf Bargy Castle geboren.
Im Jahr 1960 kaufte Oberstleutnant Charles John Davison die Burg und lebte dort mit seiner Gattin Maeve und deren Vater General Sir Eric de Burgh, einem früheren Generalstabschef der indischen Armee. Zusammen wandelten sie die Burg in ein Hotel um. Charles John Davison und seine Frau Maeve waren die Eltern des Musikers Chris de Burgh. 
Die Burg ist auf der Rückseite des Chris-de-Burgh-Debütalbums Far Beyond These Castle Walls (1974) abgebildet.